# Huracán Irma
El huracán Irma fue un poderoso y catastrófico ciclón tropical ocurrido en el año 2017, el más fuerte observado en el Atlántico desde el huracán Wilma de la temporada de 2005 en términos de vientos máximos sostenidos. Fue el primer huracán de categoría 5 registrada en impactar en las Islas de Sotavento, y el huracán más costoso del Caribe. Después de dos semanas de la formación de huracán María. También fue el huracán más intenso que impactó en Estados Unidos desde el huracán Katrina en 2005, y el primer huracán en tocar tierra en Florida desde el huracán Wilma en 2005.
Fue la novena tormenta nombrada, el cuarto huracán, segundo mayor huracán y el primero de categoría 5 de la temporada de huracanes del Atlántico de 2017, Irma causó daños generalizados y catastróficos, particularmente en partes del noreste del Caribe y de los Cayos de la Florida.
Irma se formó el 30 de agosto cerca de las islas de Cabo Verde, a partir de una onda tropical que se había desplazado de la costa oeste de África tres días antes. Condiciones favorecedoras hicieron que Irma se intensificase rápidamente poco después de su formación, convirtiéndose en un huracán de categoría 2 en la escala de huracanes de Saffir-Simpson en tan solo 24 horas. Irma se convirtió en un huracán de categoría 3 (y por lo tanto un huracán mayor) poco después; sin embargo, la intensidad fluctuó entre las categorías 2 y 3 durante los siguientes días debido a una serie de ciclos de reemplazo de la pared del ojo. El 4 de septiembre, Irma se reintensificó, por lo que se convirtió en un huracán de categoría 5 a principios del día siguiente. El 6 de septiembre, Irma alcanzó su intensidad máxima con vientos de 185 mph (295 km/h) y una presión mínima de 914 hPa (27.99 inHg), y se convirtió en el ciclón tropical más intenso del Atlántico en 2017, y el más fuerte del Atlántico en 2017 en términos de vientos máximos. Otro ciclo de reemplazo de la pared del ojo hizo que Irma se debilitara de nuevo a un huracán de categoría 4, pero la tormenta alcanzó el estado de categoría 5 por segunda vez antes de tocar tierra en Cuba.
Después de descender a la intensidad de categoría 2 debido a la interacción con la tierra, la tormenta se intensificó a categoría 4 al cruzar aguas cálidas entre Cuba y Florida, antes de tocar tierra en Cudjoe Key con vientos máximos sostenidos a 130 mph (215 km/h). Irma regresó a la categoría 3 para cuando llegó a Florida en la Marco Island. Irma se debilitó a un huracán de categoría 2 más tarde ese día, y finalmente se disipó frente a la costa de Nueva Inglaterra el 16 de septiembre.
La tormenta causó daños catastróficos en Barbuda, San Bartolomé, San Martín, Anguila y las Islas Vírgenes como un huracán de categoría 5. Hasta la estimación el 10 de octubre, el huracán ha causado al menos 134 víctimas mortales: una en Anguila, una en Barbados, tres en Barbuda, cuatro en las Islas Vírgenes Británicas, 10 en Cuba, 11 en las Antillas francesas, una en Haití, tres en Puerto Rico, cuatro en el lado holandés de Sint Maarten, 90 en los Estados Unidos contiguos, cuatro en las Islas Vírgenes y otros dos en lugares desconocidos en el Caribe. Es uno de los fenómenos más devastadores del 2017.

## Historia meteorológica

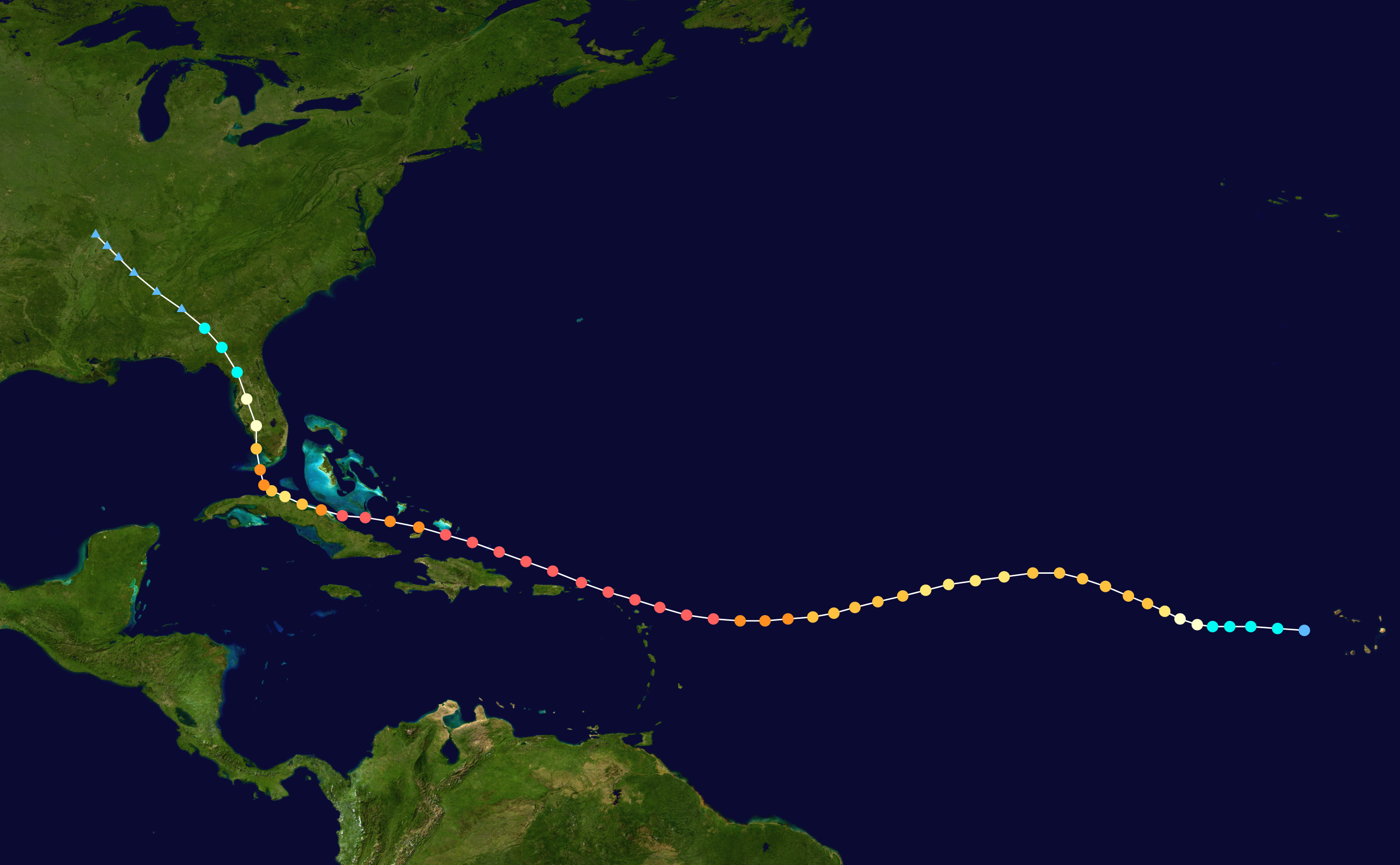
Mapa del huracán Irma que traza la trayectoria y la intensidad de la tormenta, de acuerdo con la escala de huracanes de Saffir-Simpson

### Primera etapa
El Centro Nacional de Huracanes comenzó a monitorear una onda tropical en el oeste de África el 26 de agosto. Esta onda se movió fuera de la costa del continente el 27 de agosto. Durante los siguientes dos días, las lluvias y tormentas eléctricas asociadas con la ola se organizaron mejor y gradualmente se fusionaron en un área de baja presión, ya que el sistema pasó justo al sur y luego a través del Cabo Verde el 29 de agosto, con el Centro Nacional de Huracanes declarando que cualquier organización significativa de la perturbación resultaría en la clasificación de una depresión tropical. La organización posterior en las próximas 24 horas más o menos condujo a la clasificación de la perturbación como la tormenta tropical que lleva el nombre de Irma, a las 15:00 UTC del 30 de agosto, con base en los datos del dispersómetro y las estimaciones satelitales. Con temperaturas cálidas en la superficie del mar y poca cizalladura del viento, se anticipó el fortalecimiento, con el único inconveniente de aguas ligeramente más frías y aire más seco.
La tormenta comenzó a desarrollar flujo de entrada hacia los niveles superiores cuando se estableció un anticiclón sobre el sistema, y las características de anillado se hicieron cada vez más evidentes en las imágenes de satélite. Temprano el 31 de agosto, poco después del desarrollo de un nublado central denso y una función ocular, Irma se intensificó rápidamente a partir de las 09:00 UTC del 31 de agosto, con vientos que subieron de 110 km/h a 115 mph (185 km/h) en solo 12 horas. El 2 de septiembre, un barco pasó 60 millas (90 km) al oeste del centro de Irma, registrando vientos máximos de 45 mph (70 km/h), lo que indica que el ojo de Irma se mantuvo compacto. Una cresta subtropical de refuerzo sobre el Atlántico Norte central empujó a Irma de una dirección occidental a sudoeste el 2 y 3 de septiembre. La primera misión de cazadores de huracanes partió de Barbados en la tarde del 3 de septiembre, descubriendo un ojo de 29 millas (47 km) de diámetro y vientos en la superficie de 115 mph (185 km/h).

### Segunda etapa

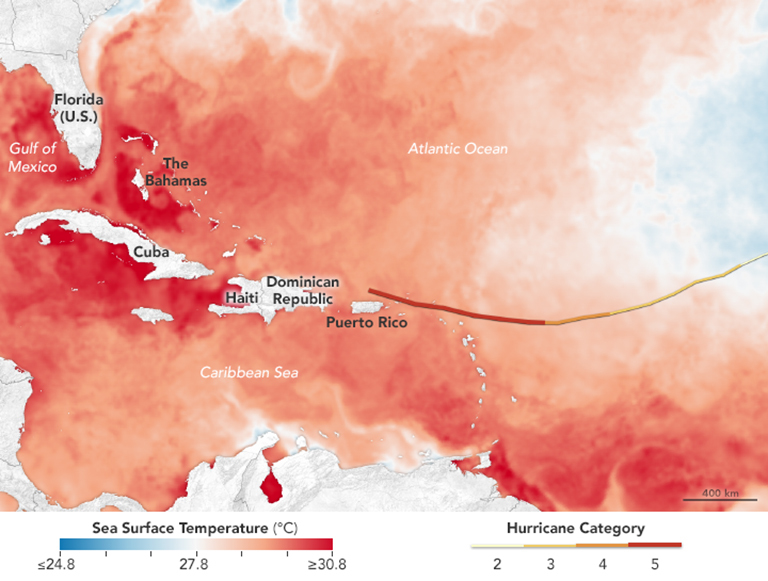
Temperaturas de la superficie del mar en la trayectoria del huracán Irma

El 4 de septiembre, después de pasar a condiciones más favorables, Irma se convirtió en un huracán de categoría 4. Mientras continuaba acercándose a las Islas de Sotavento, Irma experimentó un segundo y más robusto período de intensificación rápida, convirtiéndose en un huracán de categoría 5 a las 11:45 UTC del día siguiente, con vientos máximos de 175 mph (280 km/h). A medida que comenzó a adquirir características anulares, el huracán extremadamente poderoso continuó intensificándose, con vientos máximos sostenidos alcanzando un máximo a 185 mph (295 km/h) cerca de la medianoche del 6 de septiembre, que se mantendría estable y sin cambios durante las próximas 37 horas. Seis horas después, Irma tocó tierra a lo largo de la costa norte de Barbuda cerca de la fuerza máxima. Más tarde ese día, alrededor de las 21:00 UTC, la presión de la tormenta bajó de un promedio de 914 hPa (27.0 inHg) – esta fue la más baja en el Atlántico desde el huracán Dean de la temporada de 2007. Mientras mantiene su intensidad, Irma hizo aterrizajes sucesivos aproximadamente a las 12:00 UTC en Sint Maarten, ya las 17:00 UTC en Isla Ginger y Tórtola, en las Islas Vírgenes Británicas.
Poco antes de las 06:00 UTC del 8 de septiembre, Irma tocó tierra en la isla bahamense Little Inagua. Aproximadamente tres horas después, un ciclo de reemplazo de la pared del ojo causó que Irma se debilitara a un huracán de categoría 4, pero la tormenta recuperó el estatus de categoría 5 casi 18 horas más tarde antes de tocar tierra en Cuba. Después de debilitarse a un huracán categoría 3 debido a la interacción de la tierra con Cuba, Irma se reintensificó en un huracán de categoría 4 mientras cruzaba el Estrecho de Florida. A las 13:10 UTC del 10 de septiembre, Irma tocó tierra en Cudjoe Key, Florida, con vientos máximos sostenidos de 130 mph (215 km/h) y una presión central de 929 hPa (27,4 inHg). Más tarde ese día, a las 19:35 UTC, Irma tocó tierra en Marco Island con vientos máximos sostenidos de 115 mph (185 km/h) y una presión central de 940 hPa (27.64 inHg); el Departamento de Policía de Marco Island registró una ráfaga de viento de 130 mph (215 km/h).

### Tercera etapa
El Aeropuerto Internacional de Naples, Florida midió ráfagas de viento de hasta 142 mph (229 km/h). Alrededor de media hora más tarde, Irma tocó tierra en Naples con la misma intensidad. Irma se debilitó en una tormenta de categoría 2 una vez tierra adentro y debajo de intensidad de huracán a las 12:00 UTC del 11 de septiembre. A las 03:00 UTC del 12 de septiembre, Irma se debilitó a una depresión tropical sobre la frontera Georgia-Alabama y degeneró en una publicación -tropical baja unas 24 horas más tarde al norte de Tupelo, Misisipi. Los remanentes de Irma continuaron moviéndose hacia el noroeste al día siguiente, antes de girar hacia el norte y luego acelerar hacia el noreste el 14 de septiembre. Temprano el 15 de septiembre, los remanentes de Irma comenzaron a alejarse de la costa de Nueva Inglaterra, volviéndose cada vez más desorganizados mientras continuaban debilitándose. Más tarde ese mismo día, los remantentes de Irma comenzaron a interactuar con un frente frío que se extendía sobre Terranova. El 16 de septiembre, la circulación remanente de Irma colapsó, y la mayor parte de la humedad remanente de Irma fue absorbida por el huracán José más tarde ese día.

### Causa
Los datos recopilados por la NASA mostraron que las temperaturas de la superficie del océano en el camino de Irma eran superiores a 30 °C (86 °F) en ese momento, más que suficientes para mantener un huracán de categoría 5. Además, las temperaturas de la superficie del océano en áreas a lo largo del Estrecho de Florida se extendieron a 32 °C (90 °F), que podría soportar una intensidad potencial máxima de 200 millas por hora (320 km/h), si se hubieran cumplido las condiciones ideales.

## Preparaciones

### Caribe
Dado que la trayectoria pronosticada de Irma se encontraba en gran parte de la cadena de islas del Caribe, se emitieron avisos de huracán para las Islas de Sotavento, Puerto Rico y partes de La Española el 5 de septiembre.
El 4 de septiembre, Puerto Rico declaró el estado de emergencia. El 6 de septiembre, la Agencia Federal para el Manejo de Emergencias de EE. UU. Había desplegado equipos de respuesta en Puerto Rico y las Islas Vírgenes de los Estados Unidos. Se distribuyeron suministros, incluidas raciones de alimentos, suministros médicos y mantas, en ubicaciones estratégicas en las islas.
En Antigua y Barbuda, los residentes salvaguardaron sus hogares y limpiaron sus propiedades en previsión de los fuertes vientos. Los equipos de emergencia se pusieron a la espera en refugios públicos y hospitales para el 5 de septiembre para ayudar con cualquier evacuación. Esperando un impacto directo, más de la mitad de los residentes en Barbuda se refugiaron y los suministros de socorro se movilizaron preventivamente.
En Guadalupe, las casas bajas y acantiladas fueron evacuadas ante la amenaza de inundaciones y erosión. Las escuelas y las empresas públicas cerraron el 5 y el 6 de septiembre. Los hospitales se abastecieron de suministros por tres días y verificaron la funcionalidad de sus generadores. De los 32 municipios de la isla, 22 activaron sus planes de emergencia; se instó a 1500 personas a refugiarse. La isla sufrió daños relativamente menores y se convirtió en la base de los esfuerzos de socorro en San Martín (Colectividad de San Martín) y San Bartolomé.
Aunque se esperaba que el núcleo del huracán permaneciera al norte de la isla, se emitió una alerta amarilla para Martinica debido a la probabilidad de marejada. La isla envió suministros auxilios y refuerzos militares a las islas vecinas de Guadalupe, Saint Martin y Saint Barthélemy, que enfrentaron un mayor riesgo de impacto directo. La Organización Nacional de Gestión de Emergencias de Santa Lucía instó a los pequeños operadores de embarcaciones y nadadores a tener en cuenta las previsiones de olas altas. Small Craft Warnings y High Surf Advisories fueron izados para Dominica, donde se instó a los residentes a permanecer alertas ante la posibilidad de grandes olas, deslizamientos de tierra e inundaciones.
En las Islas Turcas y Caicos, se emitieron órdenes de evacuación para las zonas bajas a partir del 5 de septiembre. Se cerraron las escuelas, se talaron los edificios del gobierno y se abrieron refugios. Los funcionarios transmiten advertencias a los residentes en inglés, criollo y español a través de las redes sociales, la radio, los mensajes de texto SMS y WhatsApp.
El 5 de septiembre, la República Dominicana activó la Carta Internacional sobre el Espacio y los Grandes Desastres, proporcionando así cobertura humanitaria por satélite; los Estados Unidos y Haití hicieron lo mismo dos días después. Según las autoridades, 11.200 personas fueron evacuadas de las áreas vulnerables antes de la llegada de la tormenta. 7400 turistas fueron trasladados a Santo Domingo, lejos de los centros turísticos de playa.
En Haití, los funcionarios del gobierno y las organizaciones de ayuda lucharon con la preparación temprana y los esfuerzos de evacuación. Mientras que algunos funcionarios culparon la reticencia y la indiferencia de parte de la población, otros "admitieron que no estaban preparados para el ataque y no existían órdenes de evacuación obligatorias antes del enfoque de Irma", según The Guardian. Los funcionarios locales afirmaron que no habían recibido fondos prometidos, suministros o equipos del gobierno nacional. La Misión de Estabilización de las Naciones Unidas en Haití preparó a sus 1000 efectivos de mantenimiento de la paz e ingenieros para ayudar.
En Las Bahamas, el gobierno comenzó los preparativos la semana anterior a la llegada del huracán, incluida la protección de instalaciones deportivas nacionales para utilizar como refugios. Para el 7 de septiembre, el gobierno había evacuado a 1609 personas por aire desde las islas del sur, incluidas 365 de Bimini. El corte controlado del suministro de energía a las islas del sur y centro de las Bahamas se realizó antes de la tormenta. Se habilitaron refugios, aunque el uso fue bajo debido a que la mayoría de los evacuados se quedaron con la familia en otras islas. De los 2,679 turistas extranjeros que permanecían en las Bahamas el 7 de septiembre, alrededor de 1,200 se alojaban en Atlantis Paradise Island, uno de los más preparados para huracanes estructuras en el país.
En Cuba, los meteorólogos inicialmente no predijeron un impacto directo. La conservación del combustible se promulgó en la provincia de Camagüey para garantizar que hubiera suficiente disponible durante los cortes de energía posteriores a la tormenta. La Defensa Civil evacuó a casi un millón de personas de las zonas bajas, incluidos miles de turistas canadienses y europeos en los Jardines del Rey. Los delfines en un centro turístico de Cayo Guillermo fueron evacuados en helicóptero.

### Estados Unidos continental

#### Florida

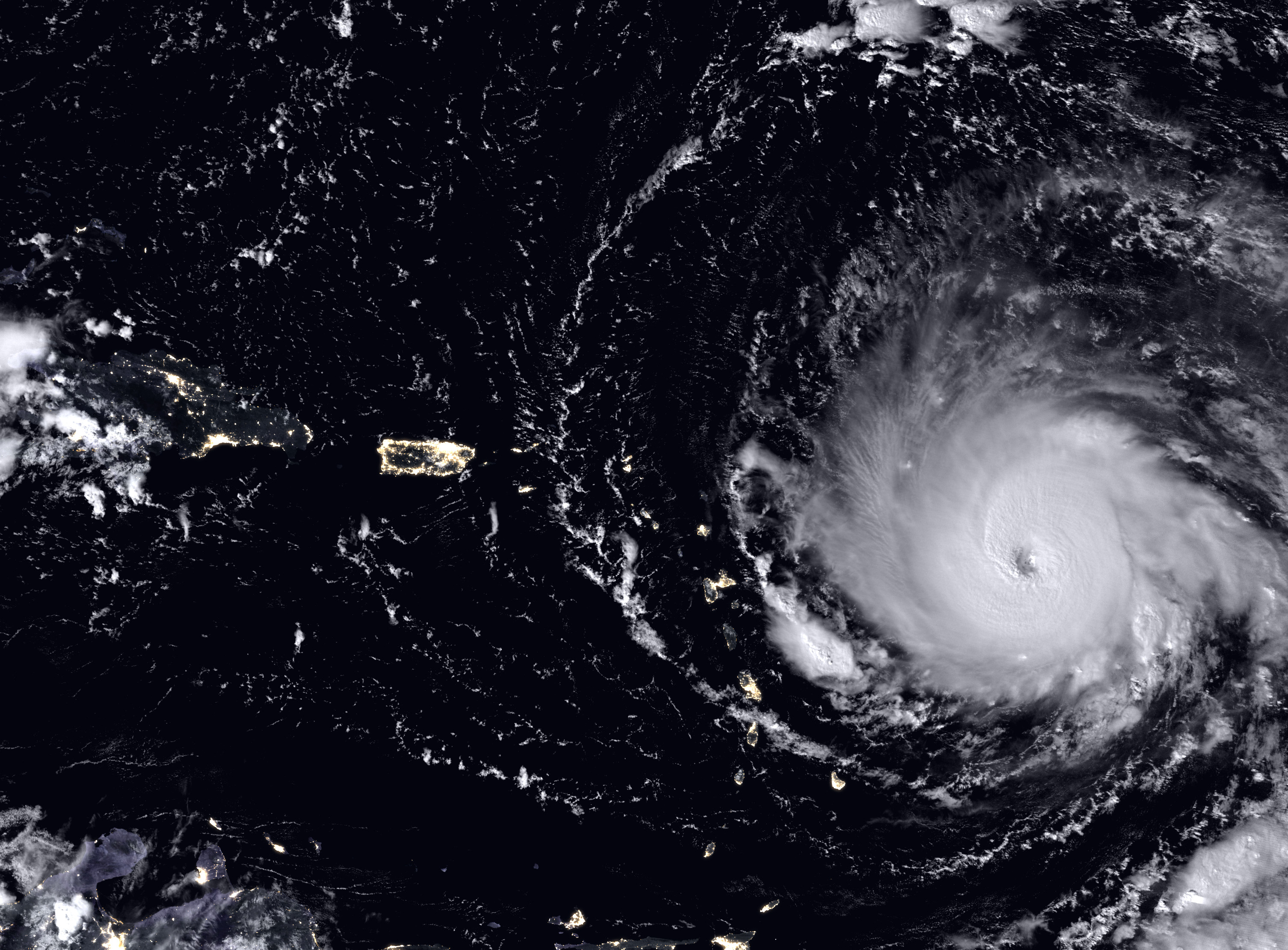
Imagen del huracán Irma el 4 de septiembre de 2017 capturado por el satélite Suomi NPP, Puerto Rico es visible a la izquierda.

El 4 de septiembre, el gobernador Rick Scott declaró un estado de emergencia para el estado. Las autoridades aconsejaron a los residentes que almacenaran sus kits de huracanes.Todas las oficinas estatales fueron cerradas el día 8. Todas las escuelas en los Cayos de Florida están cerradas desde el día 6 hasta nuevo aviso. Las evacuaciones obligatorias para las islas se esperan, con los turistas a dejar el 6 de septiembre y los residentes al día siguiente. Se cerraron también las escuelas en los condados de Miami-Dade, Broward, Palm Beach, Collier, Martin, Okeechobee, Santa Lucia, Lee y Río Indio el 7 y 8 de septiembre. El 6 de septiembre, el alcalde de Fort Lauderdale ordenó evacuaciones obligatorias para todos los residentes al este de US 1. Además, la ciudad de Tampa, en la costa oeste, declaró un estado de emergencia local. La Universidad de Florida Central anunció que las clases serían canceladas del 7 al 11 de septiembre y sus campus de Orlando cerraron del 8 al 11 de septiembre. Se abrieron refugios en los siguientes condados: Broward, Flagler, Hardee, Hendry, Marion, Palm Beach y Pasco.

## Impacto

### Antigua y Barbuda
El primer ministro de Antigua y Barbuda, Gaston Browne, recorrió esta última isla en helicóptero, reconociendo que había quedado apenas habitable, con su hospital, escuelas y hoteles completamente destruidos. Irma aplastó bloques residenciales completos mientras otros quedaron sumergidos bajo el agua. Evaluaciones preliminares sitúan en al menos 150 millones de dólares en daños en Barbuda. En la isla de Antigua, por su parte, el daño fue considerablemente menor, reportándose apenas voladuras de techos y árboles, así como inundaciones en algunas zonas bajas.

### San Martín
En la parte francesa de la isla de San Martín, el huracán azotó con vientos catastróficos de categoría 5, volando numerosos árboles, vehículos y escombros de estructuras dañadas, esparciéndolos a lo largo del territorio.
En la mitad neerlandesa de la isla, el huracán causó estragos en el Aeropuerto Internacional Princesa Juliana y devastó el puerto, dejándola prácticamente incomunicada.

### San Bartolomé
En la colonia francesa de San Bartolomé, la extensión de la destrucción fue catalogada por un residente como «una bomba que quemó toda la vegetación», mientras otro dijo que el huracán había «prácticamente borrado la isla del mapa». Se estimó que entre el 80 % y el 90 % de las construcciones de la isla fue arrasado por el huracán. Las calles de la capital, Gustavia, se convirtieron en ríos correntosos, llevándose automóviles y muebles. La estación de bomberos quedó anegada bajo dos metros de agua. Los efectos del huracán, incluyendo el violento oleaje que provocó y los chirridos de los árboles siendo arrancados por el viento, fueron lo suficientemente intensos para ser percibidos por sismógrafos en Guadalupe.

### Anguila
En la dependencia británica de Anguila, el huracán arrasó con casas, escuelas y edificios públicos, dejando severamente dañado el único hospital de la isla, y con cerca del 90 % de la infraestructura vial intransitable.

### Islas Vírgenes Británicas
En las Islas Vírgenes Británicas el daño fue extenso, estimándose un 70 % de la infraestructura dañada. Numerosas construcciones y caminos quedaron destruidos en la isla de Tórtola, por donde pasó el núcleo del huracán.

### Islas Vírgenes de Estados Unidos
Los efectos de Irma en las Islas Vírgenes Estadounidenses se confinaron en Saint Thomas, donde hubo daño sustantivo en varias edificaciones, incluyendo la estación de policía de Charlotte Amalie y el Aeropuerto Internacional Cyril E. King, reportándose tres víctimas fatales. En la cercana Saint Croix, sufrió problemas en su red de telecomunicaciones y daño en la infraestructura.

### La Española

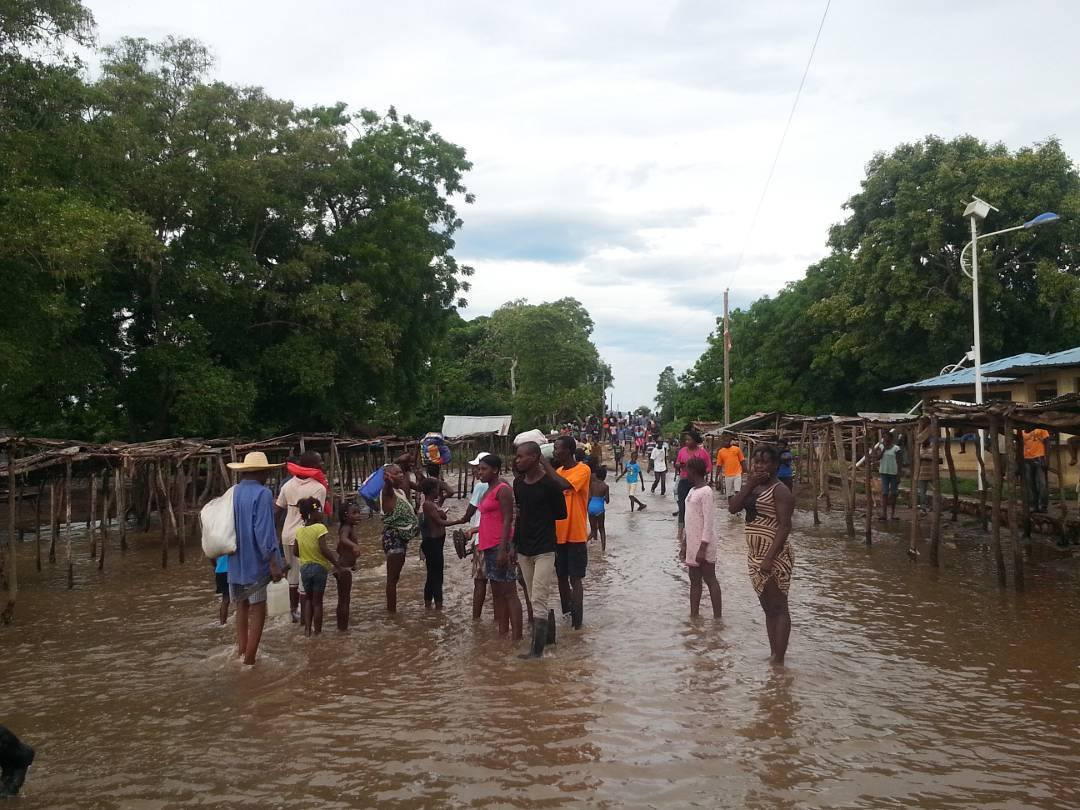
Personas en una calle inundada que sirve generalmente como mercado de productos granjeros, en Ouanaminthe, en el noreste de Haití, el 8 de septiembre de 2017.

Aunque se salvaron de un golpe directo, tanto la República Dominicana como Haití se vieron afectadas negativamente por los fuertes vientos y las fuertes lluvias que dejó Irma tras su paso al norte de la isla de La Española. Un puente sobre el río Dajabón que conecta ambos países se cortó, mientras que la ciudad costera dominicana de Nagua resultó con daños sustantivos en viviendas y edificios públicos, y Puerto Plata, resultó inundada tras el paso de Irma. A nivel nacional, un millón de dominicanos quedaron sin servicio de agua por la afección de 30 acueductos, mientras que 15 mil personas debieron ser evacuados producto de la emergencia.
En Haití, las inundaciones de un metro de profundidad se sentaron en barrios residenciales en localidades como Cabo Haitiano, Juana Méndez y Fuerte Libertad. En una rueda de prensa, el primer ministro de Haití, Jack Guy Lafontant, aclaró que no se registraron víctimas por los efectos del huracán, pero confirmó que una persona desapareció y que 10.080 fueron evacuadas en cinco departamentos del país.

### Puerto Rico
Tres personas murieron debido a las lluvias torrenciales antes del huracán: un hombre murió en Orocovis después de caerse de su escalera mientras reparaba su techo; otro hombre en la costa en Capitanejo murió después de ser golpeado por un rayo. Tres pescadores cercanos fueron quemados por el mismo rayo, pero sobrevivieron. Otras dos personas murieron durante el huracán: una mujer murió siendo evacuada de su casa en una silla de ruedas y cayó de la misma golpeando su cabeza; otra persona murió en un accidente automovilístico en Canóvanas.
El oleaje en Puerto Rico alcanzó los 9 metros de altura, registrándose rachas de 111 mph en Culebra. Los municipios de Culebra y Vieques fueron los lugares más afectados por el paso del huracán, por lo que fueron declaradas zonas de desastre por el presidente Donald Trump.

### Cuba
El 9 de septiembre, Irma se reintensificó a un huracán Categoría 5, tocando tierra en el Archipiélago de Sabana-Camagüey, frente a la costa norte de Cuba, con vientos máximos sostenidos de 260 km/h. El litoral noroccidental de la isla, desde Matanzas a La Habana, sufrió inundaciones con olas de entre 6 y 9 metros, de acuerdo al Instituto de Meteorología cubano. Las fuertes ráfagas de viento, que superaron los 150 km/h en la capital, tumbaron árboles y tendidos eléctricos, mientras que el fuerte oleaje borró el emblemático Malecón de La Habana, adentrándose el agua en algunas zonas de la ciudad más de 500 metros. 
Al final de la mañana del 9 de septiembre, Irma se había debilitado a un categoría 3 debido a la topografía cubana, pero siguió causando daños significativos. La ciudad turística de Caibarién recibió el golpe de la tormenta, con olas adentrándose en la ciudad y dejando sus características casas de una sola planta completamente anegadas. Las inundaciones empeoraron cuando el huracán se desplazó hacia el oeste, empujando la tormenta hacia las regiones alrededor de La Habana. En las provincias de Ciego de Ávila y Villa Clara se registró la destrucción generalizada de viviendas. mientras que en la ciudad de Santa Clara se reportó el colapso de 39 edificios.
La Defensa Civil de Cuba comunicó que, al 11 de septiembre, se habían registrado diez víctimas fatales en el país, a causa de electrocuciones, caída de cables eléctricos, y desplomes de edificaciones producto del paso del huracán.

### Estados Unidos Continental
| Rank | Huracán | Año  | Daños totales  |
| ---- | ------- | ---- | -------------- |
| 1    | Katrina | 2005 | $125 billones  |
| 1    | Harvey  | 2017 | $125 billones  |
| 3    | Ian     | 2022 | $112 billones  |
| 4    | Maria   | 2017 | $90 billones   |
| 5    | Helene  | 2024 | $78.7 billones |
| 6    | Ida     | 2021 | $75 billones   |
| 7    | Sandy   | 2012 | $65 billones   |
| 8    | Irma    | 2017 | $52.1 billones |
| 9    | Milton  | 2024 | $34.3 billones |
| 10   | Ike     | 2008 | $30 billones   |

#### Florida
Después de cruzar el estrecho de Florida y ser ascendido a un huracán de Categoría 4, Irma tocó tierra en los Cayos, llegando a Cudjoe Key el 10 de septiembre por la mañana, con oleajes de 3 m de altura por la tarde. Un segundo aterrizaje fue hecho, como un huracán de la categoría 3, en Marco Island a las 3:35 p. m. (horario local) del mismo día. La bahía de Tampa fue drenada antes de la llegada del ojo del huracán. Una racha de viento de 175 km/h fue registrada en Pembroke Pines.
Tras dejar los Cayos, el huracán emprendió rumbo a la costa oeste de la península de Florida, rebajado a categoría 2. Con todo, en Miami se registraron ráfagas de hasta 160 km/h, registrándose apagones, caídas de grúas en edificios en construcción y anegamientos masivos en sus calles.

#### Otros estados
En el estado de Georgia, se reportaron tres víctimas fatales a causa de voladuras de árboles y escombros, mientras que en Carolina del Sur se informó de un fallecido. En Tybee Island, el fenómeno meteorológico causó extensas inundaciones, mientras que en Charleston el oleaje alcanzó los 3 m aproximadamente, convirtiéndose en la tercera tormenta más grande registrada en la historia.

## Retiro del nombre
Debido a los graves daños totales que dejó en Isla de San Martín, Puerto Rico y otros condados de los estados de Estados Unidos. La cuadragésima sección del 11 de abril de 2018, el nombre de Irma fue retirado por la Organización Meteorológica Mundial (OMM) y no volverá a ser usado para otra temporada de huracanes del Atlántico. Fue sustituido el nombre por Idalia para la temporada de huracanes en el Atlántico de 2023.